# Henri Weil
Pour les articles homonymes, voir Weil.
Henri Weil, né le 26 août 1818 à Francfort-sur-le-Main (ville libre de la Confédération germanique) et mort le 5 novembre 1909 à Paris, est un philologue et helléniste français d'origine allemande.
Brillant étudiant en philologie en Allemagne, mais ne pouvant accéder à un poste universitaire en raison de ses origines juives, il obtient un doctorat en France (1844) et devient professeur, d'abord comme suppléant à l'université de Strasbourg, puis, après sa naturalisation (septembre 1848), comme titulaire à l'université de Besançon (1848-1876), puis à l'École normale supérieure (1876-1892).

## Biographie

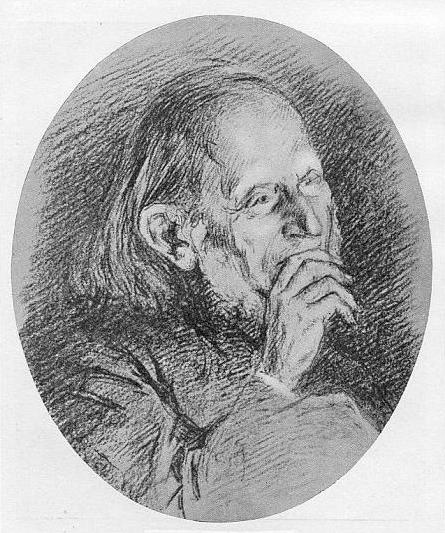
Henri Weil. Dessin tiré des Imagines Philologorum d'.

### Origines familiales
Henri Weil est issu d'une famille juive de Francfort, où son père, le docteur en philosophie Philip Jacques Weil (né le 12 août 1793) tient un établissement accueillant et formant des élèves internes et externes. Sa mère, Fanny Grunbaum, est née le 5 avril 1796.

### Formation initiale
Le jeune Henri fait ses études secondaires au lycée (Gymnasium) de Francfort et, dès cette époque, manifeste un goût pour les auteurs grecs, tout en s'intéressant aussi aux sciences. 
À seize ans, il s'inscrit en médecine à l'université de Heidelberg ; à cette époque, en effet, seules les professions d'avocat et de médecin sont ouvertes aux juifs, mais il n'est pas attiré par le droit. 

### Études supérieures de philologie

#### En Allemagne (1834-1838)
Au bout d'un semestre, il quitte Heidelberg pour Bonn et commence des études de philologie ; il y est notamment marqué par l'enseignement de Friedrich Gottlieb Welcker (1784-1868) en mythologie et en histoire de l'art. Au bout d'un an, il part à Berlin poursuivre sa formation philologique. Il reçoit alors les cours d'August Böckh (1785-18687) qu'il admire beaucoup et qui l'influence fortement. 
Mais, en 1837, une agitation estudiantine, à laquelle il a pourtant peu participé, attire sur lui l'attention de la police prussienne et il est expulsé. Il décide alors de s'inscrire à l'université de Leipzig, où enseigne un helléniste réputé, Gottfried Hermann (1772-1848). Mais celui-ci s'en tient strictement à la critique textuelle[pas clair] à laquelle Weil préfère la conception plus large de Böckh, ouverte sur une étude globale de la civilisation grecque. À la fin de son année à Leipzig, il obtient un doctorat en philosophie summa cum laude. Mais sa condition de juif lui interdit d'obtenir un poste dans une université allemande.
Il rentre alors à Francfort pour aider son père, puis décide de voyager à l'étranger. Il passe quelques mois à Paris et revient par Lyon et la Suisse. À cette époque, il écrit son premier livre, Das classische Alterthum für die deutsche Jugend (« L'Antiquité classique pour la jeunesse allemande »), dont l'objectif est de donner un aperçu de la littérature antique aux jeunes gens qui ne font pas d'études classiques. 

#### En France
Il décide alors de chercher en France une situation universitaire qui lui est interdite en Allemagne et revient à Paris, muni des recommandations de ses anciens maîtres. Il est bien accueilli par les universitaires français, comme Saint-Marc Girardin, Henri Patin et Joseph-Daniel Guigniaut. 
Dispensé, en raison de son diplôme allemand, de passer la licence ès lettres, il s'inscrit en doctorat et soutient en 1844 devant la faculté des lettres de Paris sa thèse française et sa thèse latine nécessaires pour devenir professeur dans l'université française.

### Carrière en France

#### Suppléant à Strasbourg (1846-1848)
À la rentrée de 1846, il est nommé remplaçant du professeur de littérature latine de la faculté des lettres de l'université de Strasbourg, Delcasso. Là, il se lie d'amitié avec Benjamin-Constant Martha (1820-1895). Puis Delcasso reprend son poste en 1848. 
Weil, revenu à Paris, est reçu brillamment à l'agrégation des facultés des lettres. 

#### Professeur à Besançon (1848-1876)
À la rentrée 1848, il est envoyé à Besançon comme suppléant du professeur de littérature grecque et latine. Lorsque celui-ci meurt peu après, Weil obtient sa chaire, où il va rester une vingtaine d'années. En 1866, il est élu correspondant de l'Académie des inscriptions et belles-lettres. En 1867, il est l'un des fondateurs de l'Association pour l'encouragement des études grecques en France.
C’est le 19 août 1856 qu’il se marie avec Frédérique ALSBERG, une jeune fille née à Cassel, de 17 ans sa cadette. De cette union naîtrons au moins 5 enfants dont Berthe Hélène, née à Besançon en 1861 qui se mariera en 1883 avec Paul Édouard Henry LEVY. 
Au cours de la guerre de 1870 entre la France et l'Allemagne rassemblée autour de la Prusse, il sert en tant que garde national. 
Après la guerre, il est nommé doyen de la faculté des Lettres de Besançon. 

#### Professeur à l'École normale supérieure (1876-1892)
En 1876, Henri Weil est nommé maître de conférences de langue et littérature grecques à l'École normale supérieure, où il enseigne jusqu'en 1892. 
Il devient aussi directeur d'études à l'École pratique des hautes études et, en 1882, membre ordinaire de l'Académie des inscriptions et belles-lettres en remplacement d'Édouard Dulaurier.

### Dernières années
Vers la fin de sa vie, sept ou huit ans avant sa mort, il perd la vue et entend de plus en plus mal. 
Mais il poursuit ses recherches avec l'aide de son gendre, Georges Dalmeyda (1866-1932), et de ses filles. 
Ainsi, en 1906-1907, il assure la révision de son édition d'Eschyle. Jusqu'à la fin, il écrit des articles, notamment sur les papyrus récemment découverts.

### Mort et funérailles
Il meurt à Paris à 91 ans à son domicile de la rue Adolphe-Yvon (16e arrondissement) et il est inhumé au cimetière du Montparnasse.

## Œuvre scientifique
Sa thèse française sur l’Ordre des mots (1844) est considérée comme le premier travail scientifique sur cette question. Elle a un grand succès et bénéficie de trois éditions en France, ainsi que d'une traduction en anglais aux États-Unis (1887).

## Publications

### Premières éditions
- De l'ordre des mots dans les langues anciennes comparées aux langues modernes, thèse principale française, Paris, 1844[4] (3e édition, 1879, réimprimée : Paris, Didier érudition, 1991, IX-101 p.  (ISBN 2-86460-166-4))
- De tragoediarum graecarum cum rebus publicis conjunctione (« Du rapport entre les tragédies grecques et la vie politique »), thèse complémentaire latine, Paris, 1844.
- En collaboration avec Louis Benloew, Théorie générale de l'accentuation latine, suivie de : Recherches sur les inscriptions accentuées et d'un examen des vues de M. Bopp sur l'histoire de l'accent, Paris, A. Durand, 1855, XI-383 p.
- Æschyli tragœdiae, Leipzig, Teubner, 1884 (éditions révisées en 1907 et 1910).
- Études sur le drame antique, Paris, Hachette, 1897, 328 p. (recueil d'articles).
- Études sur l'Antiquité grecque, Paris, Hachette, 1900, 328 p. (recueil d'articles).
- Études de littérature et de rythmique grecque. Textes littéraires sur papyrus et sur pierre. Rythmique, Paris, Hachette, 1902, VI-241 p. (recueil d'articles).

### Éditions récentes
- Henri Weil, The Order of Words in Ancient Languages compared with that of the Modern Languages, translated into English with notes and additions by Charles W. Super, Boston, 1887. New edition of the pioneering work on word order, which originally appeared in French in 1844 (3rd edition, 1879), with an introduction containing biobibliographical information on Weil by Aldo Scaglione (coll. « Amsterdam Classics in Linguistics », 14), Amsterdam, John Benjamins, 1978, XXXIX-114 p.  (ISBN 90-272-0975-8)
- Laurent Calvié (éd.), L'art de lire : études sur l'ancienne poésie grecque d'Henri Weil, Anacharsis, 2014 (reprise de travaux d'Henri Weil sur la poésie grecque).